# براد قوان
براد قوان (بالإنجليزية: Brad Guan)‏ مواليد 10 يوليو 1958، هو لاعب كرة مضرب أسترالي سابق وكان يلعب باليد اليمنى. أعلى تصنيف له في الفردي كان المركز الـ 183 في سنة 1983. أعلى تصنيف له في الزوجي كان المركز الـ 107 في سنة 1983.

## روابط خارجية
- براد قوان على موقع رابطة محترفي التنس (الإنجليزية)
- براد قوان على موقع الاتحاد الدولي لكرة المضرب (الإنجليزية)
- براد قوان على موقع خلاصة التنس.كوم (الإنجليزية)